# Main Street Jamboree
Das Main Street Jamboree war eine kanadische Country-Sendung, die von CHML aus Hamilton, Ontario gesendet wurde.

## Geschichte

### Anfänge
1951 plante die Leitung des Senders CHML eine Barn Dance Show, wie sie in den USA zahlreich vorhanden waren. Daher wurden Castings abgehalten, um talentierte Bands für die Show zu finden. Jedoch dauerte dies länger als geplant, und so konnten erst 1952 die Planungen unter der Leitung von Ken Soble, Programmdirektor Russ Eastcott und Tommy Darling anlaufen.  Die erste Show des Main Street Jamborees fand am 8. November 1952 im CHML Auditorium statt.

### Aufstieg
Schon Anfang 1953 war die Show zu einer der beliebtesten Samstagabend-Shows Kanadas und zog viele Besucher an. Die Musiker und Bands, die im Jamboree auftraten, rekrutierten sich vor allem aus lokalen Musikern aus Ontario, aber auch Gast-Auftritte von Stars wie Lefty Frizzell, Faron Young, Hank Locklin, Ferlin Husky oder Wilma Lee & Stoney Cooper  konnte die Leitung organisieren. Die beliebteste Gruppe der Sendung waren jedoch die Hillbilly Jewels, die aus Vivian Brown, ihrem Bruder Joe, Randy Stewart, Sam „Speedy“ Learning und Bob „Windy“ Wingrove bestanden. Moderator der Show war Gordie Tabb. Weitere Mitglieder des Mainstreet Jamborees waren Jack Kingston, The Mainstreeters, Maurice Bolyer, Suzie Chambers, Orval Prophet und „Cousin Clem“.  Auch eine erst neun Jahre alte Brenda Lee und Jimmy Martin, der damals noch mit Bill Monroe spielte, machten regelmäßige Auftritte dort.
Später wurde eine halbstündige Sequenz der Show landesweit ausgestrahlt wurde. Im Spätsommer 1954 wurde die Show von Ken Soble zusätzlich über das Fernsehen übertragen. Doch auf der Höhe ihrer Beliebtheit erlebte die Show ein jähes Ende. Nach einem Streit zwischen den Sponsoren und der Radiostation wurde die Show auf Mittwochabends verschoben und die Werbung für das Mainstreet Jamboree wurde eingestellt. Folglich fielen die Einschaltquoten und viele Mitglieder verließen die Show. Moderator Gordie Tabb trat später in der Fernsehsendung Hee Haw auf. Die Show lief bis 1957 mit wenig Erfolg weiter.

## Gäste und Mitglieder
| - Jimmy Johnson - Carl Smith - Ray Price - Grandpa Jones - Lefty Frizzell - Ferlin Husky - Faron Young - Hank Locklin - Hank Snow - Hank Thompson | - Sonny James - Brenda Lee - Jimmy Martin - Wilma Lee & Stoney Cooper - Jean Shepard - The Mainstreeters - The Hillbilly Jewels - Orval Prophet - Suzie Chambers - The Lincoln County Peach Pickers |